# افسانه‌هایی از استرالیا
افسانه‌هایی از استرالیا (انگلیسی: Australian Legendary Tales) یا افسانه‌هایی از بومیان استرالیا مجموعه‌ای ترجمه شده از قصه‌هایی است که بومیان استرالیا به کی. لانگلو پارکر تعریف کرده‌اند. این کتاب بلافاصله محبوب شد و از زمان نخستین انتشار آن در سال ۱۸۹۶ چندین بار تجدید نظر و دوباره منتشر شد، و به عنوان اولین نمایش قابل توجه آثار فرهنگی بومیان استرالیا شناخته شد. نسخه ۱۹۵۳ برای کودکان جایزه کتاب سال کودک سال شورای کتاب کودک استرالیا را برای خوانندگان بزرگسال دریافت کرد.
مجموعه داستان‌های پارکر دوباره در استرالیا و بریتانیا با عنوان افسانه‌های استرالیایی (۱۹۵۳) توسط هنریتا دریک-براکمن برگزیده و ویرایش شد. این نسخه با راهنمای مطالعه و کتابشناسی، یادداشت‌هایی در مورد تغییرات ویرایشی مانند املا، حذف عمدی نام‌ها از منابع و تقدیم‌نامه‌ها، و اصلاحات دیگر ضمیمه شد. تصاویر توسط الیزابت دوراک طراحی شد. این نسخه توسط شورای کتاب کودک استرالیا به عنوان «کتاب سال» برای سال ۱۹۵۴ انتخاب گردید.